# Sköna färger
Sköna färger eller Gul är solen i sin glans, är en barnvisa publicerad i sångboken Smått å gott, som handlar om färgerna. Olle Widestrand har skrivit såväl text som musik.

## Publikation
- Smått å Gott, 1977

## Inspelningar
- Smått å gott - 26 barnvisor, med bland andra barnkör (1977).[1]

### Fotnoter
1. ↑  ”Smått å gott”. Svensk mediedatabas. 27 februari 1977. http://smdb.kb.se/catalog/id/001554366. Läst 18 maj 2011.